# 雷維爾 (密蘇里州)
雷維爾（英語：Rayville）是位於美國密蘇里州雷縣的普查規定居民點。此地原為雷縣的村，於2012年從市鎮名單中被除名。

## 歷史
雷維爾的郵局自1870年營運至今。

## 人口
根據2020年美國人口普查的數據，雷維爾的面積為0.85平方千米，皆為陸地。當地共有人口157人，而人口密度為每平方千米184.71人。